# رود کولوندا
رود کولوندا (به لاتین: Kulunda) یک رود در روسیه است که در سرزمین آلتای واقع شده‌است.